# Peltonotus talangensis
Peltonotus talangensis är en skalbaggsart som beskrevs av Jameson och Jakl 2010. Peltonotus talangensis ingår i släktet Peltonotus och familjen Dynastidae. Inga underarter finns listade i Catalogue of Life.